# Parque nacional Soberanía
El Parque Nacional Soberanía está situado a lo largo de la ribera este del Canal de Panamá y forma parte de su cuenca hidrográfica. Ocupa las provincias de Panamá y Colón y es una de las áreas protegidas del país de más fácil acceso, ubicada a 25 kilómetros de la Ciudad de Panamá. Con una extensión de 19 545 hectáreas, fue declarada zona protegida en 1980 mediante el Decreto Ejecutivo N.º 13 del 27 de mayo.

## Datos generales
El Parque Nacional Soberanía cuenta con bosques tropicales húmedos y está localizado a sólo 20 minutos de la Ciudad de Panamá y 40 minutos desde Colón. Este parque es el hábitat de más de 1300 especies de plantas y 525 especies de aves. Además han sido identificadas 105 especies de mamíferos, 79 especies de reptiles y 55 de anfibios entre otros.
El parque nacional Soberanía forma parte del corredor biológico de áreas protegidas en la zona este del Canal de Panamá que también incluye el Parque natural metropolitano, el parque nacional Camino de Cruces y el Lago Gatún.
El parque nacional Soberanía está situado a lo largo de la ribera este del Canal de Panamá y forma parte de su cuenca hidrográfica. Ocupa las provincias de Panamá y Colón y es una de las áreas protegidas del país de más fácil acceso, ubicada a sólo 25 kilómetros de la Ciudad de Panamá. Con una extensión de 19 545 hectáreas, fue declarada zona protegida en 1980 mediante el Decreto Ejecutivo N.º 13 del 27 de mayo.

## Historia
La gran diversidad de flora y fauna del parque se complementa con el valor histórico y cultural que representa la conservación del empedrado del Camino Real de Cruces, que cruza el parque de Este y Oeste, y los restos del poblado Venta de Cruces.  El primero fue usado en la época colonial para el transporte de mercancía y tesoros del Perú, Baja California y Chile. Esta fue una vía de comunicación que unió el Atlántico con el Pacífico, a través de un camino estrecho, pero hecho de piedras de diferentes tamaños, que se encontraban enclavadas en la tierra, dando una solidez y firmeza que desafió los siglos.
El Camino Real de Cruces presentaba enormes peligros, aparte de las posibilidades de ataques por malhechores, robos y asesinatos, a que se exponían estos desesperados viajeros.  Los acontecimientos que sucedían en California, con el descubrimiento de yacimientos de oro, en California (1848), determinaron un resurgimiento para el transporte intercontinental de la inmensa cantidad de pasajeros deseosos de trasladarse al nuevo paraíso.
El segundo Venta de Cruces fue un sitio de reposo para aventureros y conquistadores que transitaron por este camino durante siglos; fue un importante punto en el Camino Real de Cruces, aquí la mercancía era descargada y transferidas a botes para ser transportadas por el Chagres hasta el mar, o cargadas en recuas de mulas, si su destino era Panamá.
Con una extensión de 19 545 ha., ubicado en la ribera este del Canal de Panamá, abarcando parte de la provincia de Panamá y Colón. (Ver mapa)
El parque fue creado mediante el Decreto Ejecutivo N.º 13 del 27 de mayo de 1980, y cuyo objetivo es el siguiente:
a) Proteger y conservar los valores naturales y culturales del área.
b) Proteger sus recursos genéticos.
c) Desarrollar la Educación Ambiental y la oportunidad de recreación pública.
d) Proveer oportunidad de investigación y actividades científicas a fines.
El artículo 5 del Parque establece: queda prohibido la ocupación del área declarada parque nacional “Soberanía” y el desarrollo de actividades agrícolas, pastoreo, caza, tala, quema, recolección y destrucción de los recursos naturales renovable y culturales en ella, así como los comerciales y rotulaciones. El Parque es un área natural de fácil acceso terrestre desde las ciudades de Panamá y Colón.
Servicios: la sede administrativa se localiza en la intersección de la carretera Omar Torrijos (antigua Madden o Forestal), con la carretera Gaillard, que es la conduce al poblado de Gamboa, sede de la Dirección de Dragado de la Autoridad del Canal de Panamá.
En la sede administrativa encontramos las oficinas del parque, donde al visitante se le informa y orienta en temas relacionados con el mismo. También encontramos las casas de Técnicos y Guarda parques que cuenta con todos los servicios básicos, utilizada por el personal que labora en el parque.
Esta área protegida, posee 5 casas y puestos de control para los Guarda parques, localizadas en: Unión Veragüense, Aguas Claras, Limón, Agua Salud y Frijoles. 
Localización: El parque se encuentra situado a lo largo de la margen este del Canal de Panamá, en las provincias de Panamá y Colón y dista 25 kilómetros por carretera de la Ciudad de Panamá.
Accesos: Es una de las áreas protegidas del país de más fácil acceso ya que se encuentra a poco más de media hora de la Ciudad de Panamá. Una carretera que conduce a la presa de Madden atraviesa los bosques húmedos tropicales del parque.

## Biodiversidad

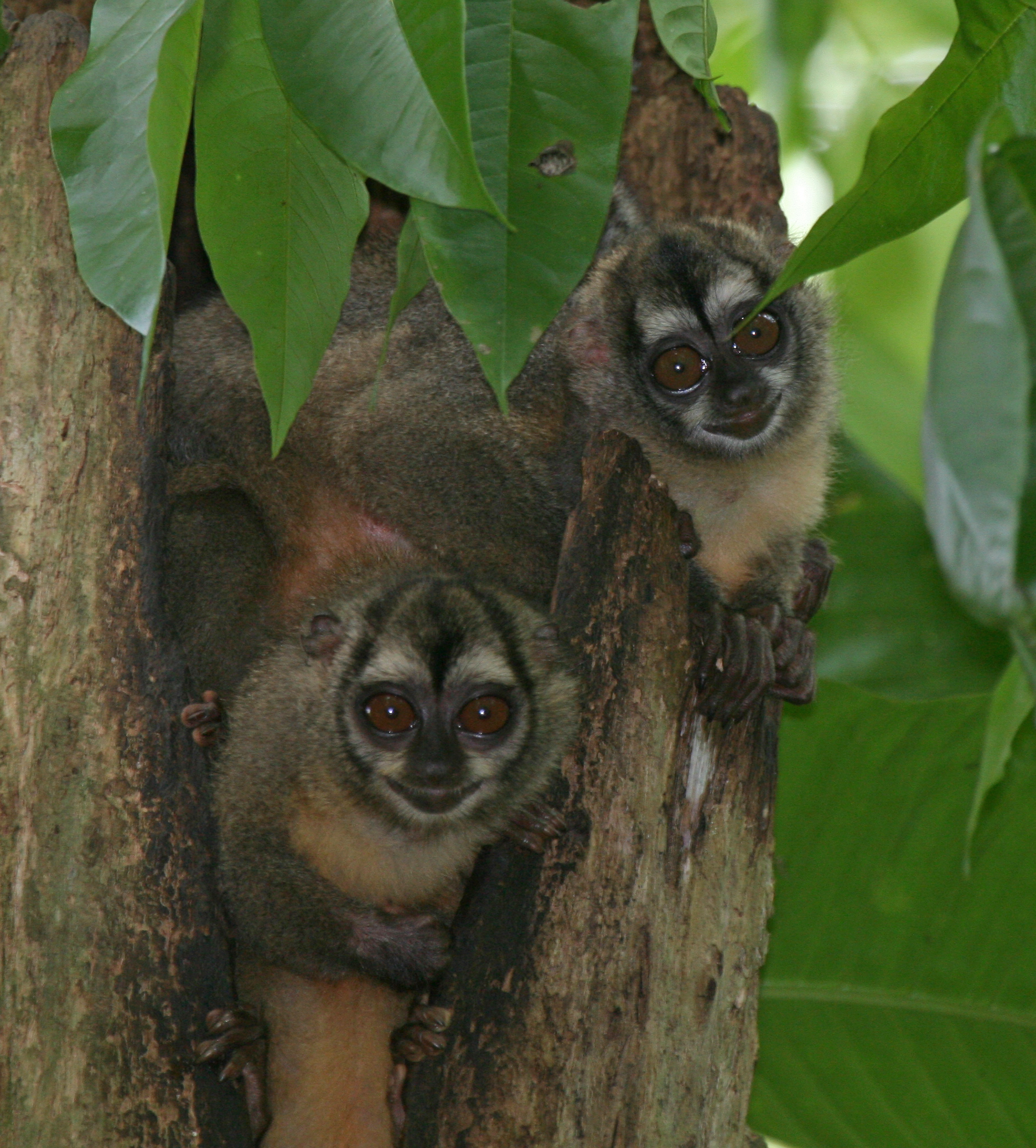
Dos Micos nocturnos panameños (Aotus zonalis), avisatados en el Parque Nacional Soberanía, Panamá.

Con 105 especies de mamíferos, 525 especies de aves, 79 de reptiles, 55 de anfibios y 36 especies de peces de agua dulce el parque se convierte en un importante refugio de fauna.
Son las aves las que adquieren el mayor protagonismo. En su sendero más conocido, el Camino del Oleoducto, la Sociedad Audubon de Panamá realiza anualmente un censo de Navidad. Durante 19 años consecutivos alcanzó récords mundiales que culminaron en el año 1996 cuando en un solo día se censaron 525 especies de aves. Entre ellas destaca la presencia de la amenazada águila crestada (Morphnus guianensis), las espectaculares loras frentirrojas (Amazona autumnalis) y diferentes especies de vistosos trogones como el trogón violáceo (Trogon violaceus). También funcionan las estaciones MOSI (monitoreo de aves migratorias) por parte del Instituto Smithsonian, los cuales capacitaron a personas de las comunidades de San Antonio y Ella Puru en cuanto a observación de aves y captación de datos.
Entre los mamíferos no falta la presencia del jaguar (Panthera onca), de los venados cola blanca (Odoicoleus virginianus), de los ñeques (Dasyprocta punctata), de los mapaches (Procyon lotor) y de las manadas de saínos (Tayassu tajacu).
Diversas especies de monos ocupan el estrato forestal, entre ellos el pequeño mono tití (Saguinus oedipus) y el esquivo jujaná (Aotus lemurinus). Reptiles como el babillo (Caiman crocodylus) o la serpiente verrugosa (Lachesis mutus), anfibios como el sapo común (Bufo marinus) o la salamandra (Oedipina parvipes) y peces de agua dulce como el sábalo pipón (Brycon petrosum) o el barbudo (Rhandia magnesi) forman parte de la fauna vertebrada de este espacio protegido.
Los invertebrados se cuentan por millares y es fácil ver los inconfundibles nidos y caminos de las hormigas arrieras (Atta. colombica) e identificar a la peligrosa hormiga folofa (Paraponera clavata).

## Senderos naturales
El parque nacional Soberanía posee seis senderos naturales en donde los visitantes pueden interactuar con la diversidad biológica del bosque húmedo tropical y disfrutar del paisaje natural de esta área protegida.

### Camino del Oleoducto
Es el sendero más conocido del parque. Posee una extensión de 17 kilómetros. En este lugar la Sociedad Audubon de Panamá realiza anualmente un censo de aves que alcanzó un récord mundial en el año 1996 cuando en un solo día se censaron 525 especies de aves.  Ya en 1976, se había registrado la mayor cantidad de especímenes registrados en un conteo de aves por unidad de área en todo el mundo.

### Camino de Plantación
Este sendero posee una extensión de 6.5 kilómetros y es llamado así ya que en 1915 en este lugar operaba una finca de plátano y cacao administrada el gobierno de Estados Unidos.

### Sendero Natural El Charco
Es el más corto de los senderos con una extensión de 800 metros. Se encuentra situado sobre Gaillard y en su recorrido es posible encontrar charcos de agua donde se puede nadar.

### Camino Real de Cruces
En su recorrido por el parque nacional Soberanía, cuenta con una extensión aproximada de 10,5 kilómetros y se encuentra ubicado entre las ruinas del antiguo poblado de Venta de Cruces, a orillas del río Chagres, y la carretera Madden.  Es famoso ya que era la ruta utilizada por los españoles en el siglo XVI para transportar mercancía y bienes entre el océano Pacífico y el Atlántico.

### Sendero Espíritu del Bosque
Es un sendero auto guiado con una extensión de 1.7 kilómetros. Posee 13 estaciones interpretativas con una pintura o panel y una caseta para su protección.  Para su trazado se contó con un equipo multidisciplinario conformado por personal de la Autoridad Nacional del Ambiente de Panamá, la universidad del arte Ganexa y el apoyo de la Universidad Estatal de Colorado. 
Y también pueden encontrar mucha naturaleza. Durante su recorrido es posible apreciar monos cariblancos, venados cola blanca, ardillas coloradas, perezosos y varias especies de aves.

### Ciclo-ruta
Ruta especial dedicada para el ciclismo de montaña. Tiene una extensión de 17.5 kilómetros y atraviesa además del parque nacional Soberanía, el parque nacional Camino de Cruces.

## Coordenadas
| Siguiendo el sentido contrario de las manecillas del reloj |                                           |
| Partiendo del punto más al norte                           | 9°16′0″N 79°49′30″O / 9.26667, -79.82500  |
| Al Sur oeste                                               | 9°14′30″N 79°51′15″O / 9.24167, -79.85417 |
| Hasta el área de funcionamiento del Canal                  | 9°08′01″N 79°46′40″O / 9.13361, -79.77778 |
| Hasta el Río Chagres                                       | 9°08′10″N 79°41′20″O / 9.13611, -79.68889 |
| Al Sur                                                     | 9°03′30″N 79°37′30″O / 9.05833, -79.62500 |
| Hasta la Quebrada San Vicente                              | 9°06′00″N 79°36′00″O / 9.10000, -79.60000 |
| Sigue en dirección noroeste                                | 9°08′30″N 79°37′30″O / 9.14167, -79.62500 |
|                                                            |                                           |